# Dama mesopotamica
Dama mesopotamica, cunoscută uneori și sub numele de cerb lopătar persan sau cerb din Mesopotamia, este o cervidă pe cale de dispariție care se găsește numai în provincia Khuzestan din sud-vestul Iranului. A fost reintrodusă în Israel și ăn 2008 a fost inclusă pe lista roșie a IUCN ca specie pe cale de dispariție. În urma unui program de creștere în captivitate, populația s-a refăcut de la doar o mână de căprioare în anii 1960 la peste o mie de exemplare.
Definită inițial ca o specie foarte apropiată de cerbul lopătar european (Dama dama), aceasta este considerată în prezent o subspecie estică numită Dama dama mesopotamica.

## Taxonomie
Cervus (Dama) mesopotamicus a fost descris de naturalistul Victor Brooke în 1875 după un cerb împușcată pe râul Karun din Iran. Statutul său taxonomic este contestat. În mod tradițional, a fost considerată o subspecie a cerbului Dama dama din Europa de Vest (ca Dama dama mesopotamica), dar este tratată și ca specie distinctă de unii autori.

## Comportament
Cerbul persan este erbivor, iar iarba constituie 60% din dieta sa, alături de frunze și nuci. Dimensiunile zonei de adăpost ale cerbului persan variază în funcție de sex și vârstă. Masculii mai în vârstă sunt mai teritoriali decât masculii mai tineri; cu toate acestea, femelele mai în vârstă rămân mai aproape de locul în care au fost reintroduse, la o distanță medie de 0,9 km, în timp ce femelele mai tinere migrează la o distanță medie de 2,3 km de locul de eliberare.
Acesta trăiește cel puțin până la vârsta de unsprezece ani în sălbăticie. Un prădător natural al cerbului este lupul cenușiu. Hienele pătate au prădat, de asemenea, în mare măsură cerbii persani în timpul Pleistocenului târziu, înainte de dispariția lor din Orientul Mijlociu.

## Galerie

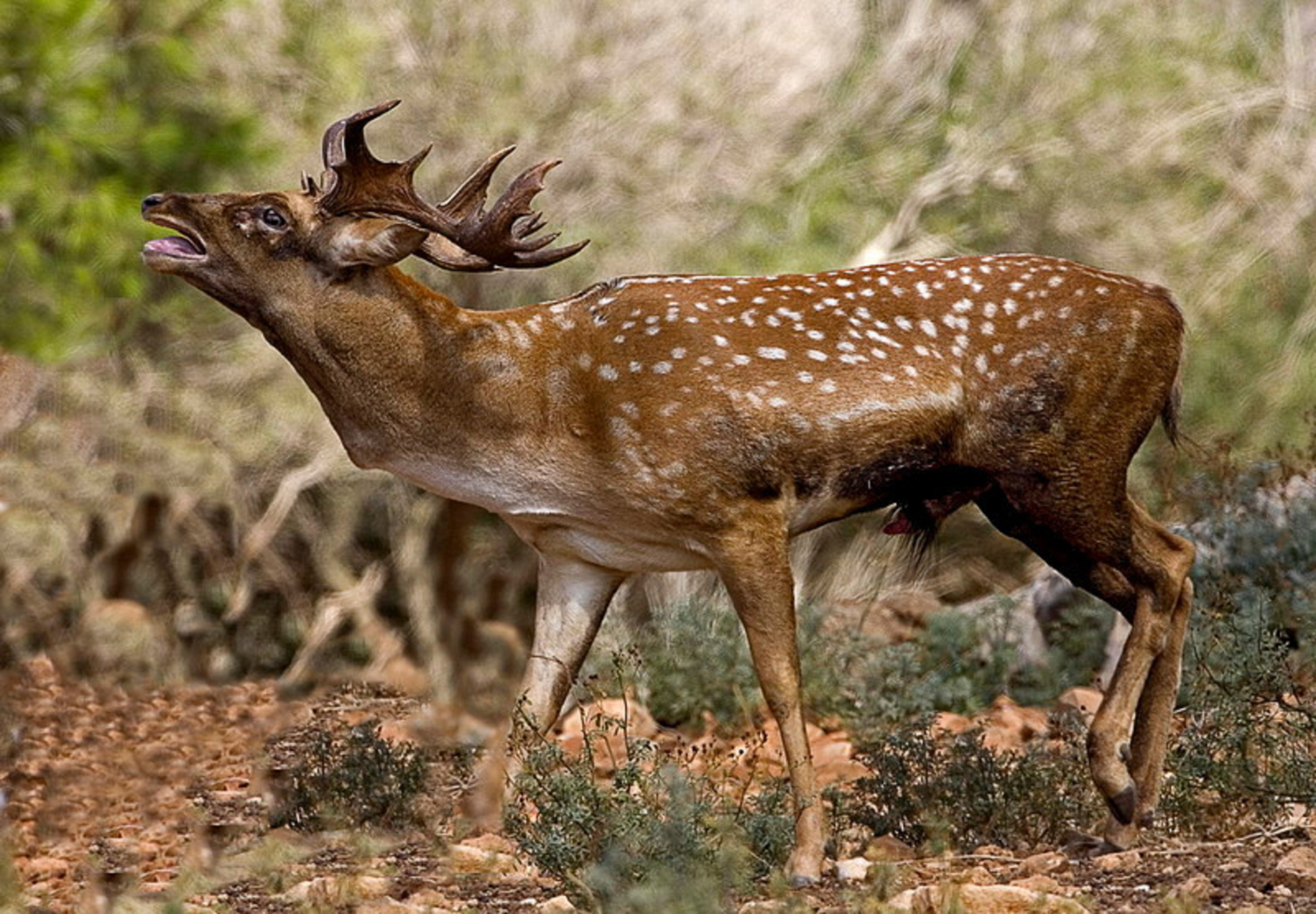
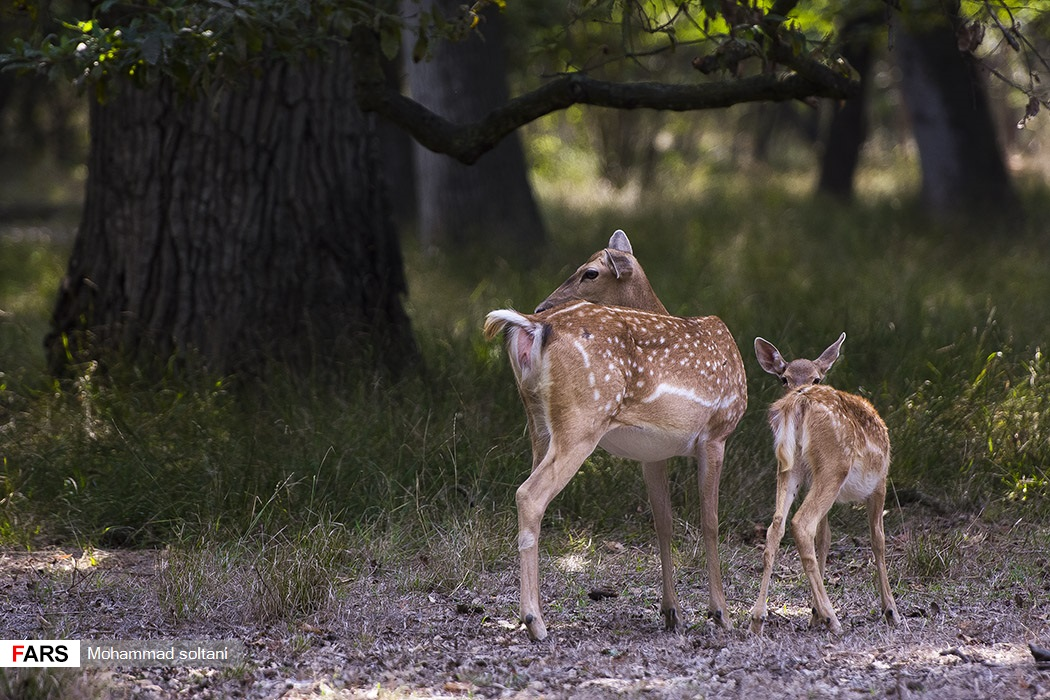
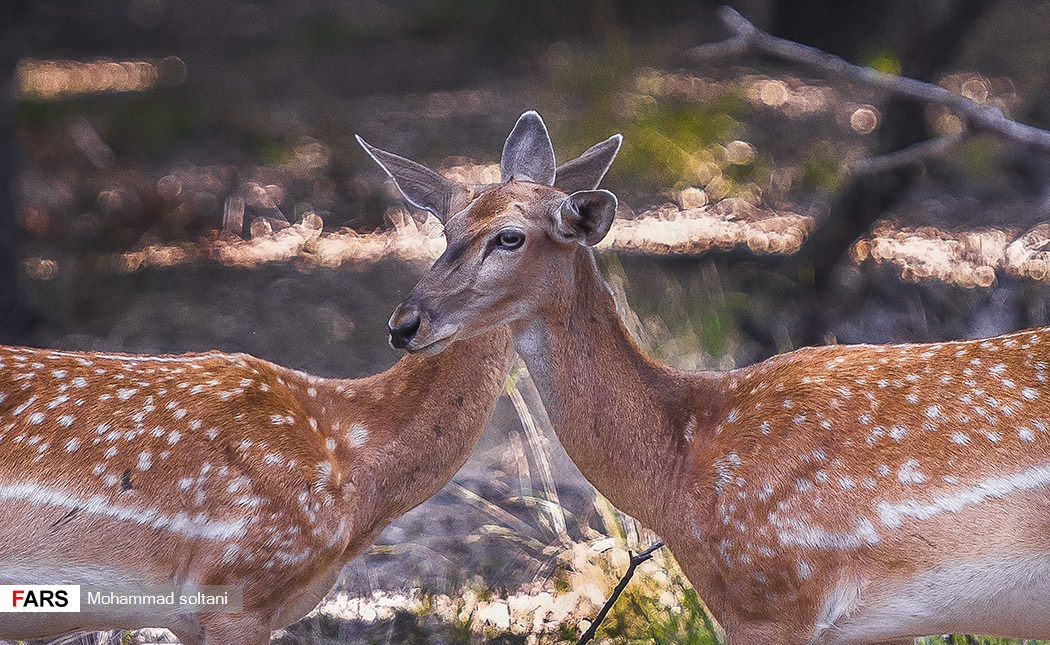